# Georg Hackl

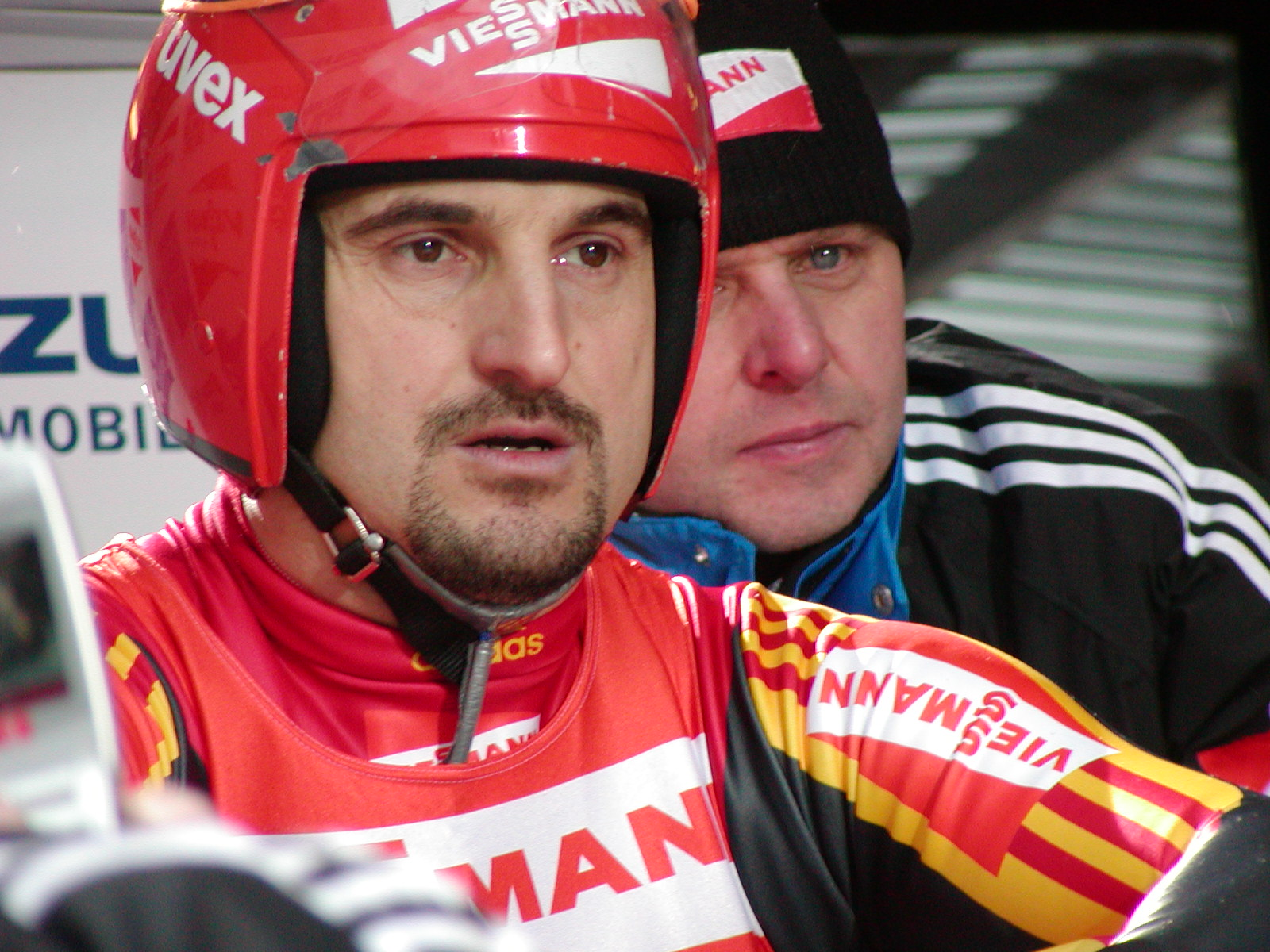
O atleta alemão Georg Hackl.

Georg Hackl (Berchtesgaden, 9 de setembro de 1966), é um atleta de luge alemão. Na sua carreira ganhou um total de 22 medalhas (incluindo 10 de ouro) no Campeonatos do Mundo de Luge e 5 medalhas olímpicas. 